# سلام ما بعده سلام
سلام ما بعده سلام: سقوط الدولة العثمانية وولادة الشرق الأوسط الحديث (بالإنجليزية: The Fall of the Ottoman Empire and the Creation of the Modern Middle East) أو كما يُكتب ولادة الشرق الأوسط: 1914-1922 (بالإنجليزية: Creating the Modern Middle East, 1914–1922) هو كتاب تاريخي كتبه ديفيد فرومكين الحائز على جائزة بوليتزر، والذي يصف الأحداث التي أدت إلى تفكك الدولة العثمانية أثناء الحرب العالمية الأولى، والتغييرات الجذرية الناتجة التي حدثت في منطقة الشرق الأوسط، والتي يدعي المؤلف أنها أدت إلى حرب عالمية جديدة مستمرة حتى يومنا هذا.

## وصلات خارجية
- سلام ما بعده سلام: ولادة الشرق الأوسط 1914 - 1922 في كتب غوغل